# Sharmell Sullivan
Sharmell Sullivan-Huffman (Gary, Indiana, 2 de noviembre de 1970), conocida como Sharmell, es una luchadora profesional que luchó en la World Championship Wrestling, World Wrestling Entertainment y en la TNA siendo parte de The Main Event Mafia.

## Miss Black America
Sullivan ganó el Miss Black America en 1991.

## Carrera

### World Championship Wrestling (1998-2001)
Sullivan entró a la World Championship Wrestling en el programa Nitro Girl en 1998 , bailando bajo el nombre de "Storm", cuando las "Nitro Girls" entraron y empezaron una rivalidad con ella. Después, en el 26 de abril del 2000, en la edición de WCW Thunder, ganó a Tammy Lynn Sytch con un DDT. 
Sullivan empezó a salir después con el luchador Kwee Wee. Ella formó una alianza junto a la luchadora Tygress, y estas dos se enfrentarían frecuentemente contra la valet de Misfits In Action, Major Gunns. 
Mientras estaba en la WCW, Sullivan formó parte del grupo musical Diversity 5 junto con las otras "Nitro Girls".

### World Wrestling Federation (2001)
En el 2001, cuando la WCW fue comprada por la World Wrestling Federation (WWF), Sullivan entró en la WWF, cambiando su contrato de la WCW. Ella se entrenó antes de su debut en la WWF, en la Ohio Valley Wrestling, cosa que también fue exigida por sus jefes, si ella quería continuar en el mundo de la lucha libre. Ella realizó su debut y a la semana siguiente, sufrió una grave lesión, y fue obligada a retirarse de los cuadriláteros.

### World Wrestling Entertainment (2005-2007)
Sullivan volvió a la renombrada WWE en 2005, debutando como face junto con su marido Booker T. Los dos debutarían en la marca Smackdown! y a partir de marzo, Sullivan se convirtió en la acompañante de su marido en todos sus combates. En mayo sería acosada por Kurt Angle, quien tenía un feudo con Booker. El 22 de mayo en Judgment Day, acompañó a Booker a su lucha contra Kurt Angle, saliendo su marido victorioso. Después del combate Angle atacó a Booker e intentó esposar a Sharmell contra las cuerdas, pero Booker atacó a Angle y esposó a Angle, permitiendo que Sharmell lo atacase. El 18 de agosto hizo equipo con Booker siendo derrotados por Melina y Joey Mercury. Tras esto, comenzoó a hacer trampas durante los combate de su marido para que este ganara. El 21 de octubre, cambio a heel cuando ayudó a Booker a ganar el Campeonato de los Estados Unidos contra Chris Benoit. 
Sullivan y Booker T empezaron un feudo con The Boogeyman, y duró hasta pactar un combate en WrestleMania 22. Sullivan acompañó a Booker T al combate y fueron derrotados. 
El 21 de mayo en Judgment Day, cuando Booker T ganó el torneo King of the Ring 2006 tras derrotar a Bobby Lashley, Booker pasó a llamarse "King Booker" y Sharmell se llamaría "Queen Sharmell". 
Sullivan continuó acompañando a su marido durante todos sus combates, incluido cuando ganó el Campeonato Mundial de los Pesos Pesados el 23 de julio contra Rey Mysterio y en su participación en el Money in the Bank, de Wrestlemania 23. Durante esta pelea, Matt Hardy, que participaba también en el combate, agarró a Sullivan y la usó de rehén, intentando chantajear a Booker de que no cogiese el maletín, impidiendo que ganara.
Esto hizo que empezaran un feudo con Matt, luchando en la siguiente edición de SmackDown!, combate que perdió Booker y Sharmell subió al ring a regañar a su marido por no haber ganado el combate. Después de esto, Sharmell, se fue del ring corriendo, dejando a Booker humillado y entristecido por no haber complacido a su esposa. 
Para sorprender a Sharmell, Booker pactó esa misma noche un combate contra el que era el campeón mundial de los pesos pesados Undertaker. En este combate Booker se lesionó, ya que Undertaker le aplicó un Tombstone Piledriver en la mesa de los comentaristas. Sharmell acudió corriendo al ring, llorando por su marido.
El 11 de junio de 2007, Sharmell y King Booker, regresaron durante el WWE Draft 2007, siendo ambos traspasados a la marca RAW.
Sharmell presenció el combate por el Campeonato de la WWE, en Vengeance, en el que participaron su marido King Booker, Randy Orton, Bobby Lashley, Mick Foley y el campeón John Cena. El combate fue ganado por John Cena. 
Llegó SummerSlam, evento de PPV donde King Booker, acompañado por su esposa Queen Sharmell, fue derrotado por la superestrella de Raw: Triple H, que volvía a los cuadriláteros tras meses de lesión. La noche siguiente, King Booker w/Queen Sharmell derrotó a John Cena en Monday Night Raw. Fue la última vez que vimos a Booker & a Sharmell trabajando en WWE.
Meses más tarde se descubriría el asunto que tuvo King Booker con la WWE, por la firma de un contrato para obtener esteroides y por lo tanto fueron despedidos de la empresa en octubre de 2007.

### Total Nonstop Action Wrestling (2007-2009)

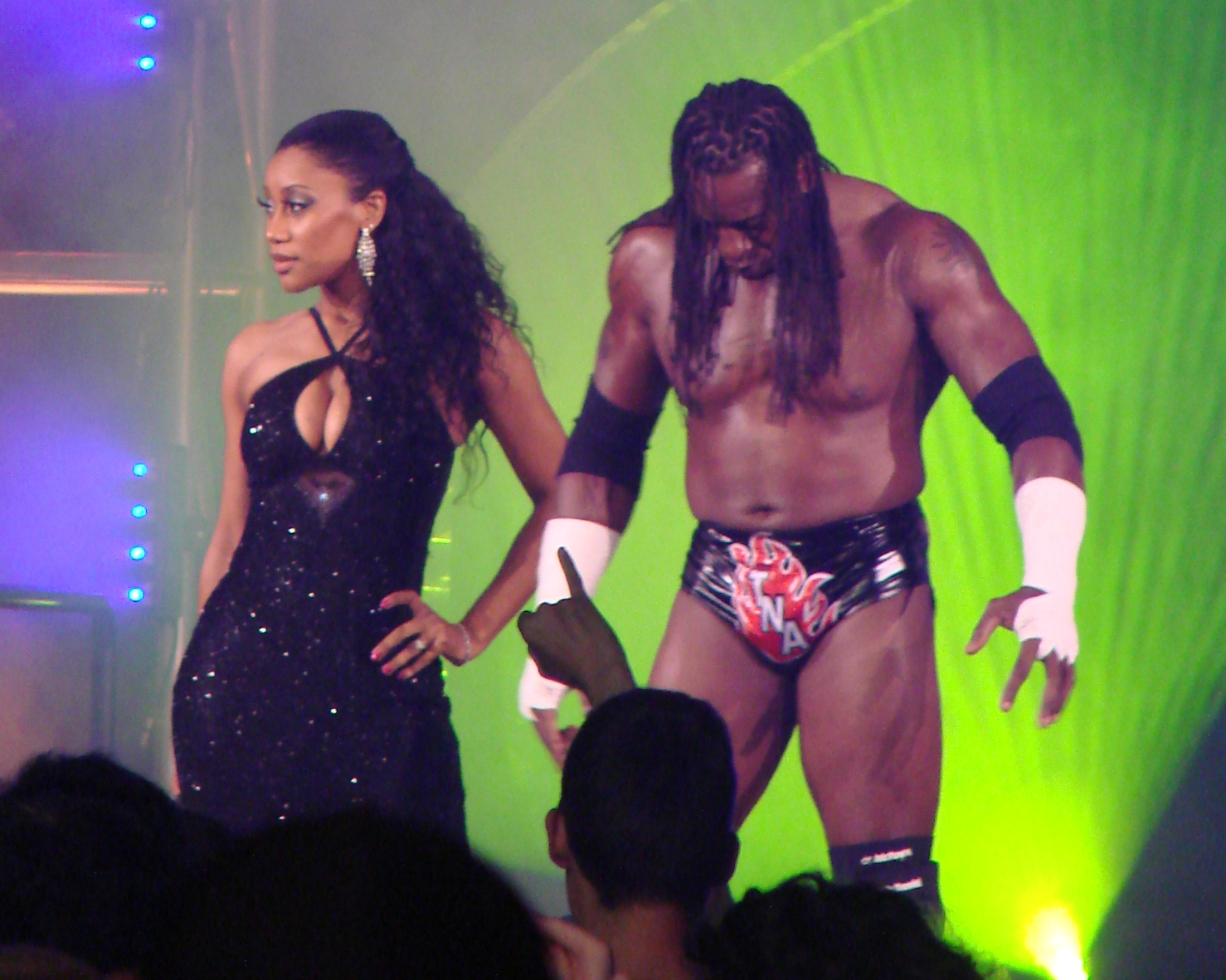
Sharmell con su marido en Bound for Glory IV.

Booker y Sharmell fueron contratados por la TNA, siendo face, quitando a sus anteriores personajes de "King Booker" y "Queen Sharmell"), volviendo a llamarse con sus antiguos nombres. Debutaron en 2007. En el Genesis, Sharmell debutó como luchadora luchado contra Karen Angle. En el evento Final Resolution en 2008, Sharmell y Booker T lucharon como un equipo mixto contra Robert Roode y Ms. Brooks, ganándolo Sharmel y su esposo. Sharmell acompañó a su marido en el evento Lockdown 2008, cuando Booker T ganó a Robert Roode. Después formó equipo con The Beautiful People (lucha libre) siendo derrotadas por ODB, Taylor Wilde y Roxxi.

## Campeonatos y logros
- Miss Black America
  - Miss Black America (1991)
- Wrestling Observer Newsletter
  - WON Peor lucha del año - 2009, vs. Jenna Morcassa